# Wantij
Le Wantij est une rivière néerlandaise de la Hollande-Méridionale.
Le Wantij s'étend entre la Nouvelle Merwede (près du hameau de Kop van 't Land et en face du Biesbosch) et la Merwede inférieure dans le nord de Dordrecht. Cette rivière traverse l'île de Dordrecht et la divise en deux.
Son nom vient du fait que l'influence des marées s'est beaucoup fait sentir dans le lit étroit du Wantij, situé proche des confluents historiques de la Meuse et du Waal (Rhin). Jusqu'à la fermeture du Haringvliet, les marées de la Mer du Nord pénétraient dans les terres jusqu'au Biesbosch.
Au cours de l'histoire, le Wantij a souvent servi de frontière. Pendant longtemps, il formait la frontière entre la ville de Dordrecht et le bailliage de Dubbeldam d'une part, et la seigneurie de Huis ter Merwede d'autre part. Plus récemment, et ce, jusque dans les années 1970, le Wantij formait grosso modo la frontière entre Sliedrecht et Dordrecht. Il n'y a qu'un quartier de Dordrecht, De Staart, qui se trouve au nord du Wantij.